# جنگ کلاسیک

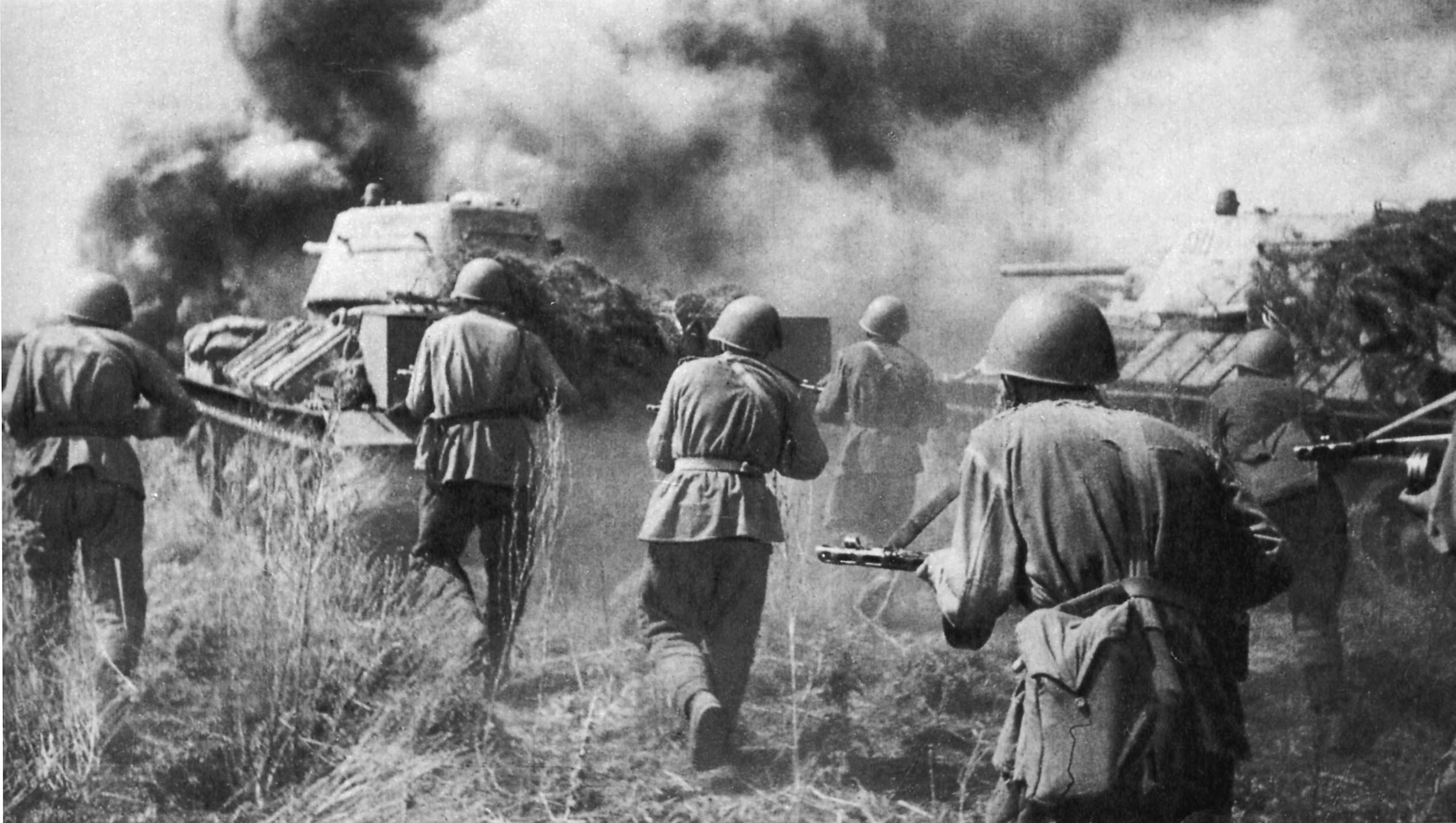
نمایی از سربازان و تانک‌های شوروی در طول نبرد کورسک در سال ۱۹۴۳، طی جنگ جهانی دوم. این جنگ یکی از بزرگترین جنگ‌های کلاسیک در جهان بود.

جنگ کلاسیک یا نبرد متقارن به گونه‌ای از جنگ گفته می‌شود که در آن از جنگ‌افزارهای متعارف نظامی و تاکتیک‌های تعریف‌شده، مشخص و معین نظامی استفاده می‌شود و میان دو یا چند کشور صورت می‌گیرد. رویارویی دو طرف در جنگ کلاسیک «باز» بوده و نیروهای دو طرف تعریف شده هستند. در یک جنگ متعارف کلاسیک استفاده از جنگ‌افزارهای نامتعارف مانند شیمیایی، میکروبی و هسته‌ای معمول نیست.

## مشخصات
جنگ کلاسیک منظّم بوده و برآورد توانایی‌های رزمی دو طرف بر اساس عوامل مادی و معنوی انجام شده و یک نوع همگونی و تعادل میان نیروهای دو طرف وجود دارد. در یک جنگ کلاسیک متعارف معمولاً طرفی به پیروزی می‌رسد که دارای فناوری نظامی پیشرفته‌تر، سازماندهی منظم‌تر، جنگ‌افزار و نفرات بیشتر و با انگیزه‌تر باشد. در یک جنگ کلاسیک طرح‌ریزی نبرد براساس شناخت نسبی توان رزمی دشمن صورت می‌گیرد و جنگ براساس واقعیتهای طرفین صورت می‌گیرد. در این‌گونه از جنگ، نقاط ضعف و قوت طرفین قابل پیش‌بینی است. جنگ کلاسیک استمرار و تداوم بیشتری داشته و ریسک کمتری در انجام حملات وجود دارد. همچنین در این نوع از نبرد کنترل پذیری و پشتیبانی پذیری بیشتری وجود دارد. در عوض جنگ کلاسیک در هنگام برهم خوردن توازن قوا ناکارآمد بوده و در برابر جنگ نامتقارن انعطاف‌پذیری کمی دارد.